# Collegio uninominale Piemonte 2 - 07
Il collegio elettorale uninominale Piemonte 2 - 07 è stato un collegio elettorale uninominale della Repubblica Italiana per l'elezione della Camera dei deputati tra il 2017 ed il 2022.

## Territorio
Come previsto dalla legge elettorale italiana del 2017, il collegio era stato definito tramite decreto legislativo all'interno della circoscrizione Piemonte 2.
Era formato dal territorio di 104 comuni: Acceglio, Aisone, Argentera, Bagnolo Piemonte, Barge, Beinette, Bellino, Bernezzo, Borgo San Dalmazzo, Boves, Briga Alta, Brondello, Brossasco, Busca, Canosio, Caraglio, Caramagna Piemonte, Cardè, Cartignano, Casalgrasso, Casteldelfino, Castellar, Castelletto Stura, Castelmagno, Cavallerleone, Cavallermaggiore, Celle di Macra, Centallo, Cervasca, Chiusa di Pesio, Costigliole Saluzzo, Crissolo, Cuneo, Demonte, Dronero, Elva, Entracque, Envie, Faule, Frassino, Gaiola, Gambasca, Genola, Isasca, Lagnasco, Limone Piemonte, Lisio, Macra, Manta, Marene, Marmora, Martiniana Po, Melle, Moiola, Monasterolo di Savigliano, Montanera, Montemale di Cuneo, Monterosso Grana, Moretta, Murello, Oncino, Ostana, Paesana, Pagno, Peveragno, Piasco, Pietraporzio, Polonghera, Pontechianale, Pradleves, Prazzo, Racconigi, Revello, Rifreddo, Rittana, Roaschia, Robilante, Roccabruna, Roccasparvera, Roccavione, Rossana, Ruffia, Saluzzo, Sambuco, Sampeyre, San Damiano Macra, Sanfront, Savigliano, Scarnafigi, Stroppo, Tarantasca, Torre San Giorgio, Valdieri, Valgrana, Valloriate, Valmala, Venasca, Vernante, Verzuolo, Vignolo, Villafalletto, Villanova Solaro, Villar San Costanzo, Vinadio e Vottignasco.
Il collegio era quindi interamente compreso nella provincia di Cuneo.
Il collegio era parte del collegio plurinominale Piemonte 2 - 01.

## Eletti
| Elezione | Elezione | Deputato        | Gruppo parlamentare    |
| -------- | -------- | --------------- | ---------------------- |
|          | 2018     | Flavio Gastaldi | Lega - Salvini Premier |

## Dati elettorali

### XVIII legislatura
Come previsto dalla legge elettorale, 232 deputati erano eletti con sistema a maggioranza relativa in altrettanti collegi uninominali a turno unico.
| Candidati              | Candidati                 | Voti    | %     | Liste                    | Voti    | %     |
| ---------------------- | ------------------------- | ------- | ----- | ------------------------ | ------- | ----- |
|                        | Flavio Gastaldi ✔️ Eletto | 76 607  | 46,67 | Lega                     | 44 691  | 27,23 |
| Forza Italia           | Flavio Gastaldi ✔️ Eletto | 76 607  | 46,67 | 22 215                   | 13,53   |       |
| Fratelli d'Italia      | Flavio Gastaldi ✔️ Eletto | 76 607  | 46,67 | 7 936                    | 4,84    |       |
| Noi con l'Italia - UDC | Flavio Gastaldi ✔️ Eletto | 76 607  | 46,67 | 1 495                    | 0,91    |       |
|                        | Andrea Olivero            | 39 480  | 24,05 | Partito Democratico      | 30 056  | 18,31 |
| +Europa                | Andrea Olivero            | 39 480  | 24,05 | 6 861                    | 4,18    |       |
| Civica Popolare        | Andrea Olivero            | 39 480  | 24,05 | 1 854                    | 1,13    |       |
| Italia Europa Insieme  | Andrea Olivero            | 39 480  | 24,05 | 709                      | 0,43    |       |
|                        | Mirella Ramonda           | 36 701  | 22,36 | Movimento 5 Stelle       | 36 701  | 22,36 |
|                        | Barbara Giolitti          | 4 821   | 2,94  | Liberi e Uguali          | 4 821   | 2,94  |
|                        | Simone Borio              | 1 897   | 1,16  | Potere al Popolo!        | 1 897   | 1,16  |
|                        | Denis Ferrari             | 1 472   | 0,90  | Il Popolo della Famiglia | 1 472   | 0,90  |
|                        | Rebecca Bond              | 1 452   | 0,88  | CasaPound Italia         | 1 452   | 0,88  |
|                        | Sonja Sismondi            | 862     | 0,53  | Italia agli Italiani     | 862     | 0,53  |
|                        | Cinzia Gotta              | 842     | 0,51  | Partito Valore Umano     | 842     | 0,51  |
| Totale                 | Totale                    | 164 134 | 100   |                          | 164 134 | 100   |
|                        |                           |         |       |                          |         |       |
| Voti non validi        | Voti non validi           | 7 848   | 4,56  |                          |         |       |
| Votanti                | Votanti                   | 171 982 | 77,27 |                          |         |       |
| Elettori               | Elettori                  | 222 586 |       |                          |         |       |